# Videogiochi nel 1977

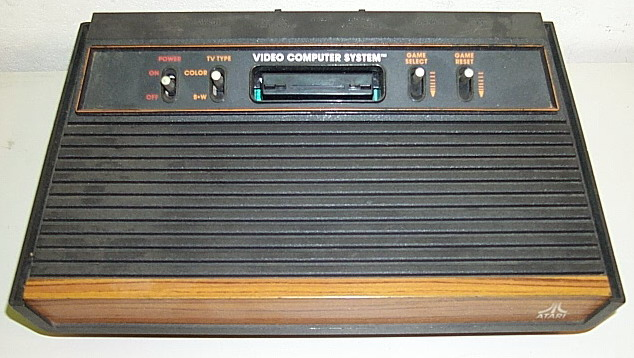
Atari 2600

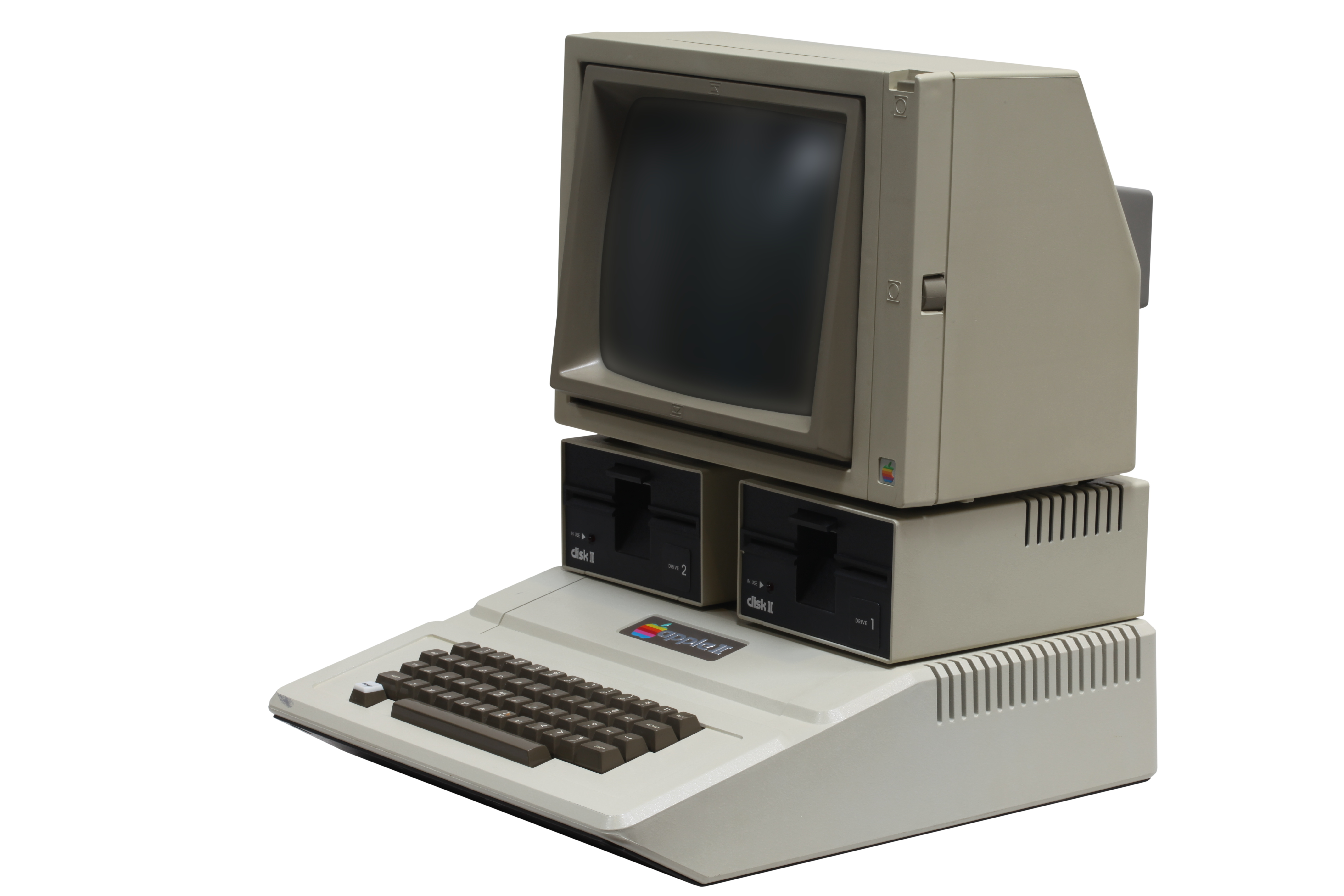
Apple II

Eventi rilevanti avvenuti nell'industria dei videogiochi nel 1977. 
Per un elenco delle voci su giochi usciti nell'anno vedi Categoria:Videogiochi del 1977.

## Eventi
- gennaio — RCA mette in vendita la console RCA Studio II.
- 11 settembre — Atari mette in vendita l'Atari 2600 negli Stati Uniti d'America.
- Si verifica il primo "crash" del mercato videoludico, troppo saturato dalle numerose macchine simili a PONG commercializzate[1].
- Escono i personal computer a 8 bit Apple II, TRS-80 e Commodore PET, in seguito soprannominati la "trinità"[2]. Inizia il mercato degli home computer, che verranno molto utilizzati anche per il gioco.